# 撒丁島競技場
撒丁島競技場（義大利語：Sardegna Arena）是位於意大利撒丁島卡利亞里的一座足球場，它於2017年建成時被稱為Sardegna Arena，作為卡利亞里足球俱樂部的主場，取代旁邊的舊主場聖埃利亞球場（Stadio Sant'Elia）。它一直作為臨時體育場使用，直到2021年建設完成，並更名為Unipol Domus。